# Porta a l'infern
El pou de Derweze o cràter de Derweze, també conegut com a porta de l'Infern, és una antiga prospecció de gas que es troba al desert de Karakum, a prop del petit poble de Derweze, al Turkmenistan. El desert, que ocupa el 70% del país o 350.000 km², és ric en petroli i gas natural.
El cràter té 69 metres de diàmetre i 30 metres de profunditat amb unes temperatures a l'interior que assoleixen els 400 graus centígrads. Es va formar com a conseqüència d'un accident l'any 1971 durant una prospecció duta a terme per geòlegs soviètics, que van veure com l'equip i les tendes eren empassades per la terra. En realitat havien descobert una cova subterrània plena de gas natural. D'alguna forma, a la dècada de 1980, se li va calar foc de manera accidental o intencionada, i des d'aleshores crema sense parar. Hi ha hagut intents d'apagar el foc sense cap mena d'èxit.

## Galeria

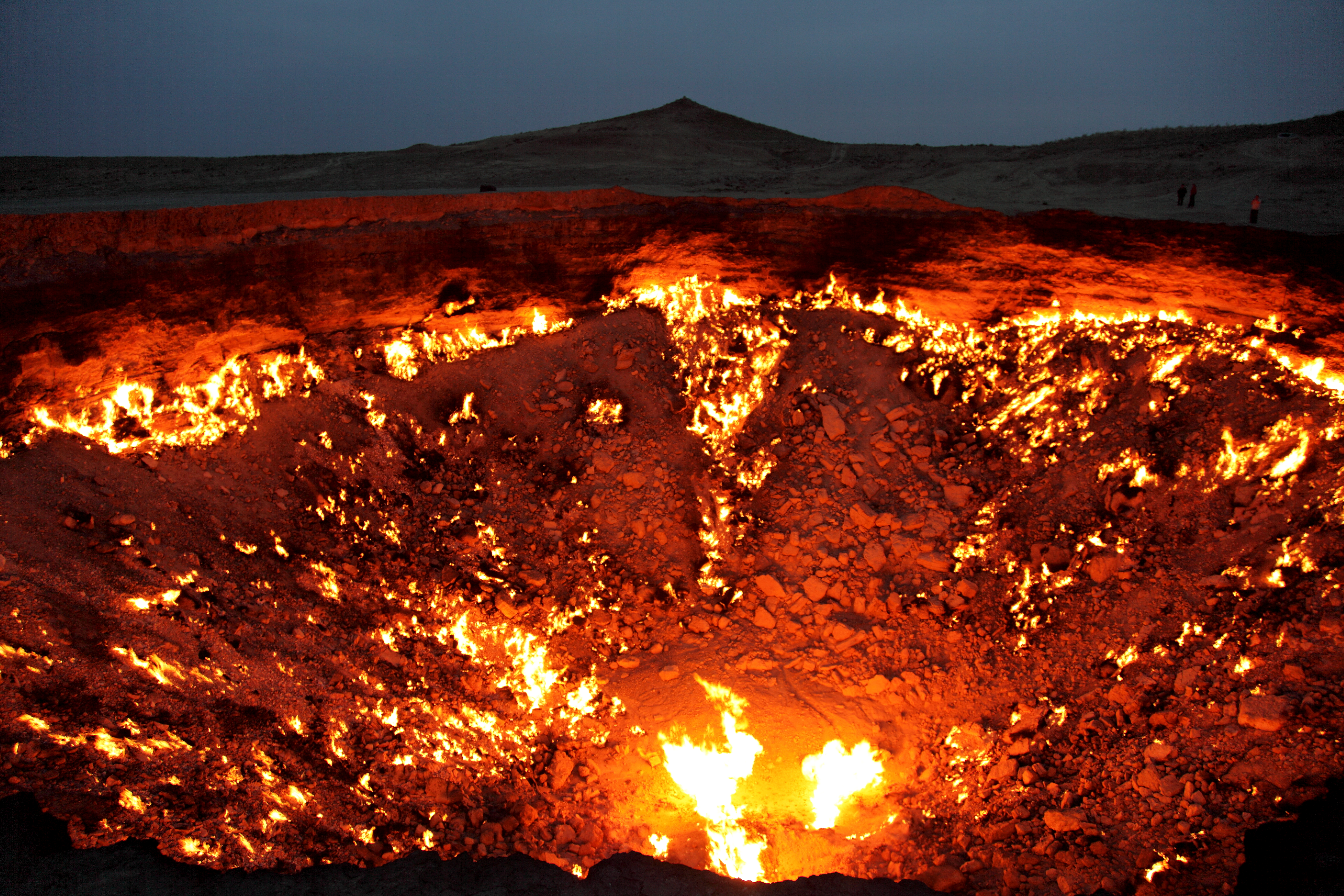
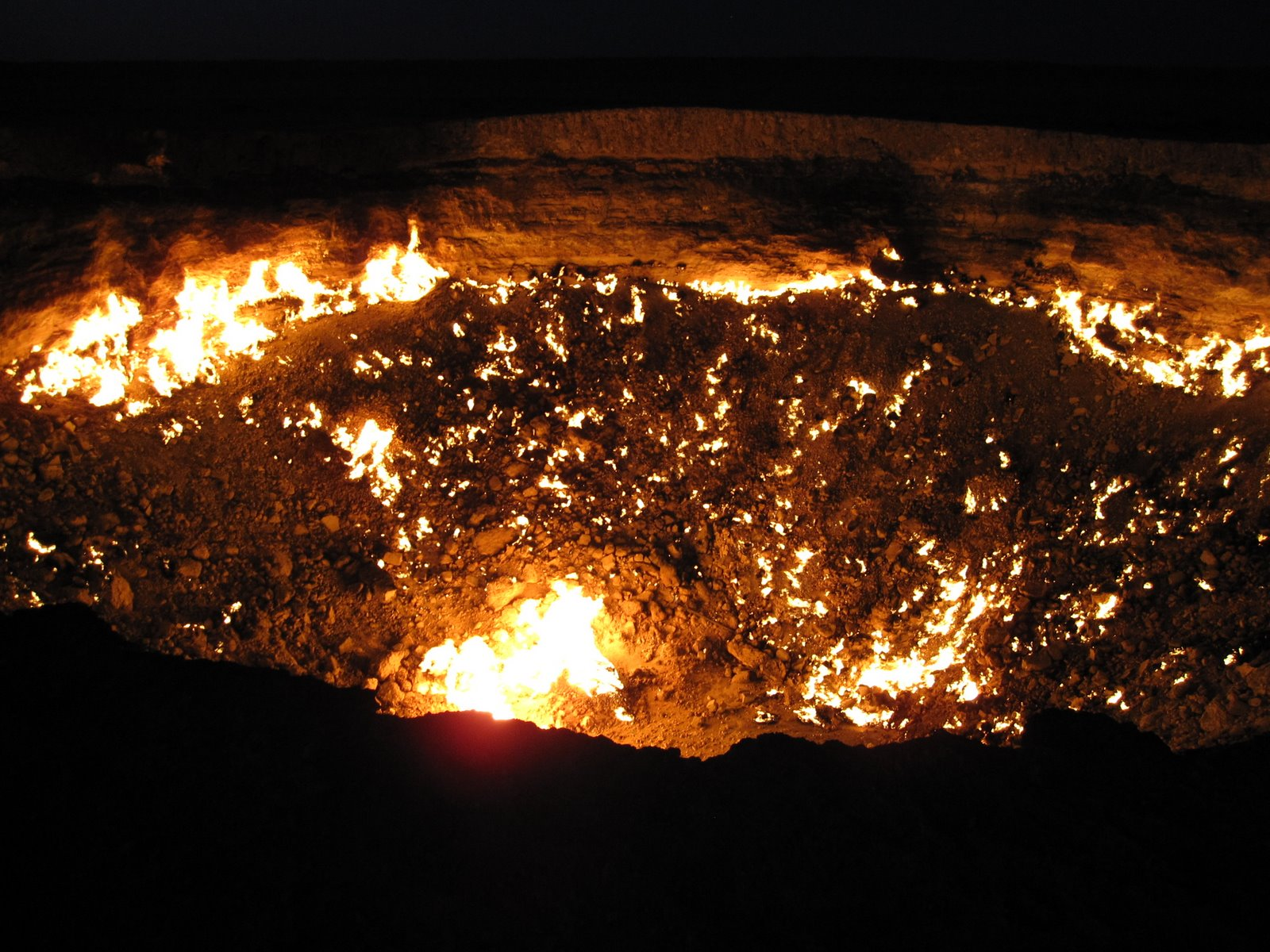
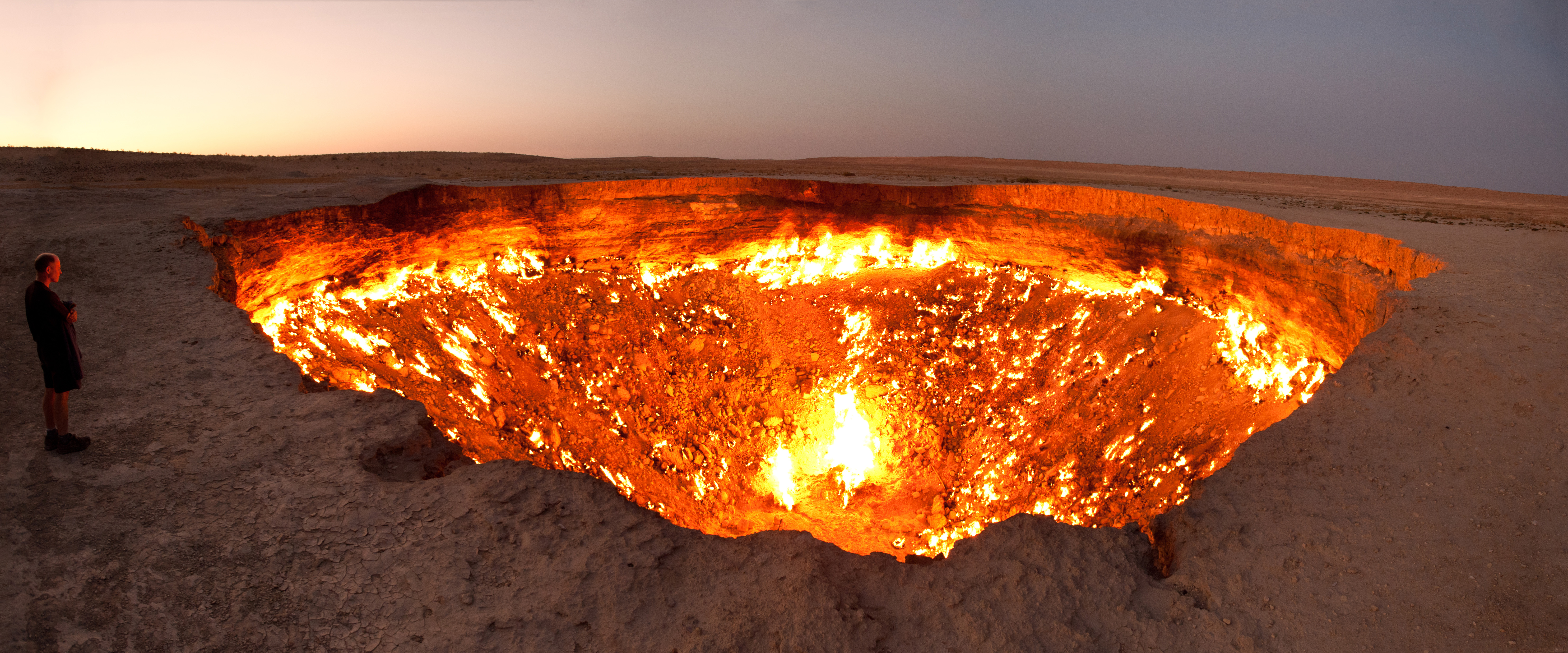
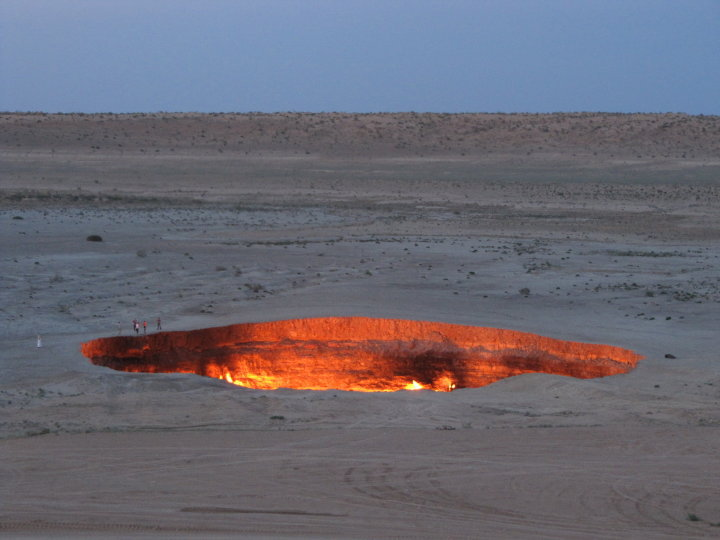